# Antoine Grumbach
Pour les articles homonymes, voir Grumbach.
Antoine Grumbach, né le 24 janvier 1942 à Oran, est un architecte-urbaniste, et enseignant émérite à l'École nationale supérieure d'architecture de Paris-Belleville (ENSAPB).  

## Biographie
Antoine Grumbach est le fils de Françoise née Bloch, chef du laboratoire de chimiothérapie antituberculeuse de l'Institut Pasteur, et de Jean Grumbach, résistant mort pour la France en 1944. Il est né à Oran alors que ses parents y étaient de passage pour rejoindre de Gaulle. 
Après des études à Paris au lycée Carnot, il entre à l'atelier Beaudouin de l'École des beaux-arts en 1960 avant de rejoindre l'atelier Candilis en 1963. Durant ses études aux Beaux-arts, il prépare un doctorat de sémiologie avec Roland Barthes à l'École pratique des hautes études (EPHE) et suit les cours d'Henri Lefebvre, Lévi-Strauss et Benveniste.  
Avec Christian de Portzamparc et Roland Castro, il anime la revue Melpomène de l'ENSBA. Il représente à l'UNEF les écoles d'art et contribue à écrire dans la revue 21/29,7 sur les questions culturelles. Durant ses études, il a aussi été le délégué étudiant à la commission de réforme de l’enseignement de l’architecture avec Max Querrien et Michel Rocard. Son projet d'étudiant pour une Maison de la Culture réalisé à l'école a été retenu par André Malraux. Son diplôme en 1967 est un des premiers diplômes traitant de l'espace public d'une ville (Montmorency). À la suite de ce dernier, il a été associé à une recherche de la DGRST sur les villes européennes sous la direction du professeur Peletier et a été chargé par l'Atelier parisien d'urbanisme (APUR) d'une étude sur la vocation du quartier des Halles après le départ des grossistes[réf. souhaitée]. 
En 1978, il rédige avec Léon Krier, Pierluigi Nicolin, Angelo Villa et Maurice Culot la Déclaration de Palerme, un manifeste qui renie les logiques capitalistes et mécaniques du développement urbain au profit d'une réflexion humaniste autour des espaces de la ville.
Il crée en 1980 sa propre agence d'architecture libérale, puis en 1996, une société d'architecture, Antoine Grumbach et Associés, au sein desquelles il réalise de nombreuses études urbaines en France (Paris, Marseille, Lyon-Venissieux, Bordeaux, Nîmes, Saint-Julien-en-Genevois, Saint-Denis, Bondy) et a l'étranger (Berlin, Shanghai, Marrakech). Il réalise aussi de vastes  espaces publics (Marne la Vallée, Aix en Provence, Nîmes, Saint-Denis, Saint-Julien-en-Genevois, Paris) et nombre de bâtiments publics et privés dont des logements (Paris, Berlin), des bâtiments publics (Poitiers, Saint-Quentin-en-Yvelines) des hôtels et résidences universitaires (Paris, Saint-Quentin-en-Yvelines, Eurodisney,, Saint-Denis) et des ensembles liés aux transports (Paris, Poitiers ). 
En 2008, dans le cadre de la consultation sur le Grand Paris, Antoine Grumbach présente le projet Seine Métropole dans lequel il visionne le développement de la métropole sur un axe Le Havre-Rouen-Paris,.
En 2015, il devient consultant avec sa société AGTerritoires.

## Travaux
Son travail sur les grandes métropoles mondiales, notamment Paris et Moscou, montre leur inachèvement perpétuel et pose la question de la possibilité de conceptualiser une forme sans limites,. 
- 1978 : Roma interrota[9].
- 1992 : Hôtel Disney's Sequoia Lodge, Marne-La-Vallée, The Walt Disney Company[3],[4]
- 1996 : Exposition personnelle[10] au Centre Pompidou, Paris.
- 1998 : Station de métro Ligne 14 Bibliothèque François-Mitterrand[11]
- 2008 - 2009 : Participation à la consultation « Le Grand Pari(s) de l'agglomération parisienne »[5],[6]
- 2011 : Le Millénaire Quartier Commercial Aubervilliers[12]

## Publications
- France: Les Laboratoires de l'Architecture, éd. Academy Éditions Ltd, 104 pages, 1978,  (ISBN 978-0856704314)
- Georges Rousse, architectures, éd. Bernard Chauveau,  (ISBN 978-2915837605)
- L'ombre, le seuil et la limite, Musée d'art et d'histoire du judaïsme, 2007[13],[14]
- Paris et la mer, la Seine est Capitale, Jacques Attali (dir.), 2010, Arthème Fayard[15]